# غسان جبري
غسان جبري (3 أيلول 1933 - 14 شباط 2019) مخرج مسرحي وتلفزيوني سوري ، ويعد من أوائل مخرجي ومنتجي الدراما السورية، ومن روّاد العمل التلفزيوني في سورية وأحد المؤسسين له، أعدّ وقدّم برامج تلفزيونية.

## حياته
ولد بحي الشعلان في دمشق حاصل على إجازة في الحقوق من جامعة دمشق عام 1962، وعلى شهادة تدريب على الإخراج من ألمانيا عام 1966، مارس الإخراج المسرحي والتلفزيوني منذ عام 1961.

### حياته الأسرية
تزوج من مضيفة الطياران اسيت جبري ورزق منها بولدين أبناء هادي و فادي، وبعد تزوج من الفنانة التشكيلية المعروفة أسماء فيومي ورزق منها بولدين أبناء، سومر وزيد

## البدايات
كانت الأسرة تسكن في بيت الجد في الشاغور، ولكن الجد اضطر لبيع البيت لابن عمه بسبب ضائقة المالية. والده ابن تاجر دمشقي كبير، درس في «كلية سان مارك» في الإسكندرية حيث ولد، وتربى في المدارس الفرنسية هو وإخوته:
كان والدي مولعاً بالثقافة الفرنسية، ويتحدث لغتها كأهلها. التقى بأمي، البنت الشامية المستورة، وتزوّجها.
كان جدّه من كبار تجّار القطن، وكان يملك منازل عدة في دمشق، وبيروت، وحيفا والإسكندرية، لكن في عام 1917، أعلن هذا الجد إفلاسه بعدما راهن على انتصار ألمانيا في الحرب، فحوّل ليراته الذهبية إلى عملة ألمانية.
هكذا، عادت الأسرة إلى دمشق، وعانت بعد ذلك الفقر، لكنها لم تتخلّ عن طموحاتها في التعليم والانفتاح على الحياة العصرية بكامل تجلياتها في الفن والثقافة والسياسة. أما الجدة، فقد استشهدت في عام 1936 على أيدي الفرنسيّين. لقد اغتيلت لأنها كانت تساعد ثوار الغوطة وهي في الـ56 من عمرها.
الظروف المالية والسياسية التي عصفت بسوريا ما بين الحربين، جعلت غسان وإخوته ـــــ سبع بنات وثلاثة صبيان ـــــ يختارون العلم طريقا وحيداً للخروج من كل الأزمات.

درس الابتدائي في مدرسة طارق بن زياد بالمهاجرين، ومدرسة إبراهيم هنانو في منطقة الجسر الأبيض، ومدرسة معاوية في المرجة، ثم انتقل إلى التجهيز الأولى وحصل على الشهادة الثانوية، وبعدها سجل في الجامعة السورية كلية الآداب، ثم انتقل إلى كلية الحقوق، وعُيّن موظفاً في البريد. ومع انطلاق البث التلفزيوني عام 1960، أدرك هدفه في الحياة:
تعطّل عقلي... أنا خلقت للعمل في هذا المجال، في هذا السحر الذي يسمّى التلفزيون.

## حياته المهنية
شغل رئيس دائرة التمثيليات، دائرة المخرجين، درس في المعهد العالي للفنون الدرامية، وفي مركز التدريب التابع لجامعة الدول العربية، ثم أُرسل إلى ألمانيا في دورة تدريبية استمرت ستة أشهر، لكنه قبل العمل في التلفزيون، كان عضواً مؤسّساً في «ندوة الفكر والفن» عام 1958، بإدارة رفيق الصبان وعضوية مجموعة من المثقفين الكبار على رأسهم صلحي الوادي، ويوسف حنا، وزكريا تامر، وجورج طرابيشي. عمل مخرجاً مساعداً مع رفيق الصبان في مسرحية «ليلة الملوك»، و«أنتيغون»، و«يوليوس قيصر» وبعد انتقاله إلى التلفزيون، لم تنقطع صلته بالمسرح.
دعي للعمل من أغلب المحطات العربية: الاْردن، الإمارات، الكويت، لبنان، أثينا، لندن، قطر، السعودية، وأول مدرس في المعهد التابع لجامعة الدول العربية، وأول من درس تقنيع الإذاعة والتلفزيون في المعهد العالي للفنون الدرامية.
شغل غسان جبري مناصب كثيرة في التلفزيون السوري، من رئيس دائرة التمثيليات إلى رئيس دائرة المخرجين. وكُرِّم في العديد من الدول العربية والأجنبية. وعلى رغم ما قدّمه إلى الدراما السورية، ما زال حتى اليوم لا يعرف الرضا عن ذاته، فـ«الرضا معناه الإفلاس».

## أعماله
أعماله قاربت خمسين مسلسلاً أشهرها (انتقام الزباء والقيد والطير وأعيدوا صباحي ولك يا شام وصور ضائعة) إضافة إلى ثلاثين فيلما تلفزيونيا دراميا ووثائقيا وعدد من المسرحيات أطلق خلالها عددا كبيرا من نجوم الدراما السورية اليوم.
وهو صاحب أول عمل شامي: (النجسة)، (لكً ياشام)، (الغضب) و(الوصية)، وغيرها، إضافة إلى المسلسل الشامي البيئي المعاصر (حكايا الليل) من تأليف محمد الماغوط.
وأول عمل بدوي للتلفزيون الأردني: (وضحة وابن عجلان)، وأول عمل اجتماعي معاصر (دولاب) من تأليف أحمد قبلاوي، وأول عمل تاريخي (انتقام الزباء).

### في التلفزيون
| سنة الإنتاج | اسم المسلسل               |
| ----------- | ------------------------- |
| 2006        | أعيدوا صباحي              |
| 2004        | العودة القاتلة            |
| 2003        | صور ضائعة                 |
| 1998        | الطير                     |
| 1998        | النصية                    |
| 1997        | عطر البحر                 |
| 1996        | القيد                     |
| 1993        | طرائف أبي دلامة           |
| 1992        | السيرة العربية            |
| 1989        | لك يا شام                 |
| 1985        | علاء الدين أبو الشامات    |
| 1984        | بقايا وجوه                |
| 1981        | طبول الحرية               |
| 1980        | حياتنا                    |
| 1975        | وضحا وابن عجلان           |
| 1974        | انتقام الزباء             |
| 1972        | حكايا الليل               |
| 1972        | الدولاب                   |
|             | ارث الدم (سهرة تلفزيونية) |

1979
مسلسل رمضان كريم

## جوائز حاز عليها
- العراق: شهادة تقدير من مهرجان بغداد 1972 عن تمثيلية الغرباء لا يشربون القهوة.
- سوريا: شهادة تقدير من نقابة الفنانين 1993.
- سوريا: شهادة تقدير من وزارة الإعلام بمناسبة عيد التلفزيون.
- سوريا: شهادة تقدير من وزارة الإعلام بمناسبة الحركة التصحيحية عام 2017.[5]

## وفاته
توفي عن عمر ناهز السادسة والثمانين عاماً، متأثراً بمرضه.

## روابط خارجية
- غسان جبري على موقع قاعدة بيانات الأفلام العربية